# Gabriele Boloca
Gabriele Boloca (Chiari, Italia, 31 de marzo de 2001) es un futbolista rumano que juega de defensa en la Juventus de Turín "B" de la Serie C.

## Trayectoria
Canterano de la Juventus de Turín, fue convocado por primera vez por la Juventus de Turín "B" -el equipo de reserva de la Juventus- el 10 de febrero de 2019, para un partido contra el Arzachena Academy Costa Smeralda. Finalmente fue convocado seis veces al final de la temporada, sin debutar. Fue enviado a préstamo a los equipos sub-19 del Bologna F. C. 1909 y del A. C. Monza, en las temporadas 2019-20 y 2020-21 respectivamente.
El 25 de enero de 2020, fue convocado por Siniša Mihajlović al primer equipo del Bologna, para su partido contra el S.P.A.L.; fue suplente no utilizado. En enero de 2021, la Juventus anunció que su cesión al Monza se había interrputado prematuramente.
Tras pasar por el banquillo en 21 ocasiones durante la temporada, debutó como profesional el 24 de abril de 2022, como titular en un partido de la Serie C contra el F. C. Legnago Salus, ayudando a su equipo a ganar por 3-2.

## Selección nacional
En 2018 fue convocado para representar a la selección sub-17 de Rumania.

## Vida personal
Es el hermano menor de Daniel Boloca, que también juega al fútbol en el Frosinone Calcio.

## Estilo de juego
Es un defensa que juega principalmente como central, y también puede jugar como lateral izquierdo en ocasiones.

## Estadísticas

### Clubes
Actualizado al último partido disputado el 24 de abril de 2022.
| Club                           | Div.          | Temporada     | Liga  | Liga  | Copas nacionales | Copas nacionales | Copas internacionales | Copas internacionales | Total | Total |
| Club                           | Div.          | Temporada     | Part. | Goles | Part.            | Goles            | Part.                 | Goles                 | Part. | Goles |
| ------------------------------ | ------------- | ------------- | ----- | ----- | ---------------- | ---------------- | --------------------- | --------------------- | ----- | ----- |
| Juventus de Turín "B" · Italia | 3.ª           | 2021-22       | 1     | 0     | 0                | 0                | —                     | —                     | 1     | 0     |
| Juventus de Turín "B" · Italia | Total club    | Total club    | 1     | 0     | 0                | 0                | 0                     | 0                     | 1     | 0     |
| Total carrera                  | Total carrera | Total carrera | 1     | 0     | 0                | 0                | 0                     | 0                     | 1     | 0     |